# Sammamish River
Der Sammamish River (auch als Sammamish Slough bekannt) fließt durch das nördliche King County (Washington) über etwa 23 km als Abfluss des Lake Sammamish in den Lake Washington. In seinem Verlauf fließt der Sammamish River durch Redmond, Woodinville, Bothell und Kenmore.
Der Fluss ist nach dem Stamm der Sammamish benannt, der einst an seinen Ufern lebte.

## Verlauf
Der Sammamish River beginnt als Abfluss am Nordufer des Lake Sammamish, welcher wiederum durch mehrere Bäche gespeist wird, die den Oberlauf des Sammamish River Basin bilden. Der bedeutendste davon ist der Issaquah Creek.
Der Fluss fließt nordwärts durch die Stadt Redmond. Der Bear Creek fließt dem Sammamish von Osten zu und enthält außerdem die Abflüsse des Evans Creek und des Cottage Lake Creek.
Nachdem er Redmond und gemeindefreie Gebiete des King County passiert hat, erreicht der Sammamish Woodinville, wo er sich erst nach Nordwest und dann nach Westen wendet. Der Little Bear Creek mündet von Norden kommend in den Sammamish an diesem Wendepunkt nach Westen. Der Fluss setzt seinen Lauf in einer Schleife nach Westen fort; diese Richtung hält er im weiteren Verlauf generell ein. In Bothwell erreicht ihn der North Creek nahe dem Campus der University of Washington von Norden, in Kenmore der Swamp Creek.
Der Sammamish River erreicht den Lake Washington westlich von Kenmore.
Das Sammamish River Basin bedeckt ein Gebiet von Everett im Norden bis nach May Valley im Süden. Es ist Teil des größeren Lake Washington-Cedar River-Einzugsgebietes. Das gesamte Einzugsgebiet nimmt etwa 626 km² ein und umfasst auch die Oberfläche des Lake Sammamish. Der Big Bear Creek ist der größte der vier Hauptzuflüsse, gefolgt vom Little Bear Creek, dem North Creek und dem Swamp Creek. Es gibt auch eine signifikante Menge diffuser Zuflüsse, die vorrangig aus den Hügeln und dem Tal westlich des Flusses stammen.

## Flusskorrekturen
Der Sammamish River des frühen 20. Jahrhunderts ist im Ergebnis verschiedener Bemühungen zur Nutzung des Wasserweges für die Schifffahrt, der Aue für die Landwirtschaft und zum Schutz vor Hochwasser im Sammamish River Valley und am Lake Sammamish ausgiebig verändert worden. Vor den Hauptveränderungen in der Hydrologie, die in den frühen 1900er Jahren begannen, war der Fluss breiter und tiefer und floss allgemein langsamer aufgrund des geringen Höhenunterschieds zwischen Lake Sammamish und Lake Washington. Vor den Modifikationen war der Fluss unter dem Namen Squak Slough bekannt (entsprechend einer modifizierten Aussprache des Indianerdorfes bei Issaquah). Er war über die gesamte Länge für flachbödige Dampfboote schiffbar und wurde zum Flößen und zum Transport von Kohle auf Lastkähnen genutzt. Die Mündung des Flusses lag einst östlich der heutigen.
Obwohl die frühen Anstrengungen zur Verbesserung von Entwässerung und Schifffahrt in den ersten Jahrzehnten des 20. Jahrhunderts möglicherweise Form und Funktion des Flusses beeinflussten, sind die einschneidendsten Veränderungen auf zwei große durch Bundesmittel finanzierte Projekte zur Schifffahrt und zum Hochwasserschutz zurückzuführen. Die erste große Änderung fand 1916 als Ergebnis der Absenkung des mittleren Wasserspiegels sowie der Reduktion der saisonalen Schwankungen am Lake Washington als Teil der Entwicklung des Lake Washington Ship Canal und des Ballard-Lock-Systems statt, welches offiziell am 16. Juni 1917 eröffnet wurde. Dies erhöhte am Ende die Höhendifferenz zwischen Lake Sammamish und Lake Washington und damit die Abflussrate des Flusses. Es verlegte auch die Mündung des Flusses nach Westen.

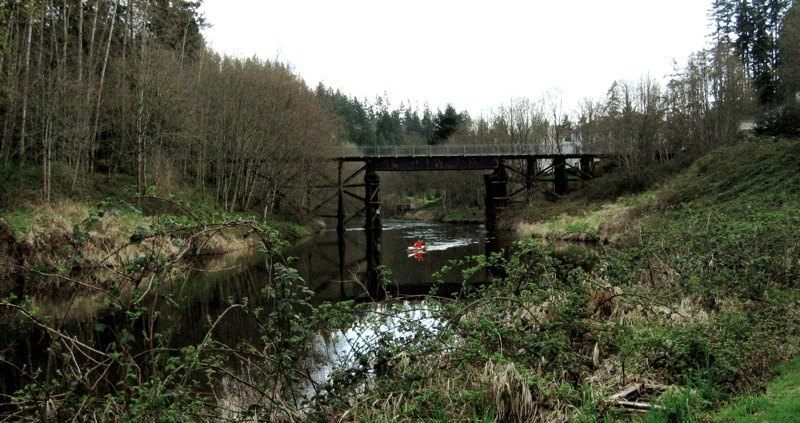
Der Sammamish River im Frühjahr in Bothell nahe der Kreuzung von Sammamish River Trail und Burke-Gilman Trail

Die zweite große Änderung resultierte aus einem Projekt des King County und der ACOE zur Kanalisierung und Flussbegradigung. Das Projekt wurde 1964 abgeschlossen und beinhaltete auch den Bau eines Wehrs am Ablauf des Lake Sammamish. Dieses Projekt hat die Hochwassergefahr im Sammamish River Valley praktisch gebannt und die maximalen Wasserhöhen sowie die saisonalen Wasserspiegelschwankungen im Lake Sammamish reduziert. Das Wehr wurde 1998 modifiziert, um die Wanderung anadromer Lachse bei Niedrigwasser zu erleichtern.

## Natur
Der Sammamish River ist ein Wanderweg verschiedener Lachs- und Forellenarten, darunter Königslachs, Silberlachs, Rotlachs, Steelhead-Regenbogenforelle und Küsten-Cutthroat-Forelle. Die Regierung des King County arbeitet gegenwärtig an der Restaurierung der Fisch-Lebensräume im gesamten Fluss.
Verschiedene Vogel- und Säugetierarten sind am Fluss häufig zu beobachten, darunter Wasservögel wie Kanadagans, Enten und Kanadareiher. Weißkopfseeadler und Biber sind in Flussnähe gleichfalls häufig.

## Erholung
Der Sammamish River Trail ist ein befestigter Rad- und Spazierweg, der dem Flusslauf vom Marymoor Park in Redmond nach Bothell folgt, wo er an den Burke-Gilman Trail nach Seattle anschließt. Der Fluss ist die geographische Haupt-Besonderheit des Wayne Golf Course in Bothell. Er ist außerdem Heimstatt der Sammamish Rowing Association, eines gemeinnützigen Ruderclubs, der am Ostufer Freizeit- und Sportrudern für Sportler im Highschool- und Erwachsenenalter anbietet.